# Херман Конті
Херман Конті (ісп. Germán Conti, нар. 3 червня 1994, Санта-Фе) — аргентинський футболіст, захисник клубу «Локомотив» (Москва). Чемпіон Португалії сезону 2018—2019 років.

## Ігрова кар'єра
Народився у 1994 році в місті Санта-Фе. Розпочав займатись футболом у рідному місті у школі клубу «Колон». Дорослу футбольну кар'єру розпочав 2013 року в основній команді того ж клубу, в якій провів п'ять сезонів, взявши участь у 53 матчах чемпіонату. У 2015 році обраний капітаном команди. 25 травня 2018 року підписав контракт із португальським клубом «Бенфіка». Станом на 21 грудня 2019 року відіграв за лісабонський клуб 4 матчі в національному чемпіонаті. У складі ліссабонського клубу став чемпіоном Португалії у сезоні 2018—2019 років.
Для отримання регулярної ігрової практики 2020 року віддавався в оренду до мексиканського «Атласа», а наступного року був орендований бразильським клубом «Баїя». У 2022 році також на правах оренди грав у іншому бразильському клубі «Америка Мінейру». На початку 2023 року футболіст на правах постійного контракту перейшов до московського «Локомотива».

## Титули і досягнення
- Чемпіон Португалії (1):

«Бенфіка»: 2018–2019
- Володар Південноамериканського кубка (1):

«Расінг»: 2024
- Переможець Рекопи Південної Америки (1):

«Расінг»: 2025